# Laurent Bel
Laurent Bel (* 25. ledna 1966 Neuilly-sur-Seine, Francie) je bývalý francouzský sportovní šermíř, který se specializoval na šerm fleretem. Francii reprezentoval v osmdesátých a devadesátých letech. Na olympijských hrách startoval v roce 1988 v soutěži jednotlivců a družstev. V roce 1991 obsadil třetí místo na mistrovství světa v soutěži jednotlivců a v roce 1991 obsadil třetí místo na mistrovství Evropy. S francouzským družstvem fleretistů vybojoval v roce 1997 titul mistrů světa.